# Cabiria
|  | Per a altres significats, vegeu «Cabíria». |

Cabiria és una pel·lícula de gènere colossal o peplum de Giovanni Pastrone (que firmava amb el pseudònim de Piero Fosco) fou estrenada el 18 d'abril de 1914 i ambientada a la Roma de la Segona Guerra Púnica. Els intertítols han estat traduïts al català.
Explica la història de Cabiria, nena de la noblesa romana, que, conjuntament amb la seva dida, sofreix esclavitud a mans dels cartaginesos i que, després de moltes peripècies, és alliberada alhora que Cartago és derrotada per Roma. El seu guió està inspirat molt lliurement en la novel·la de Gustave Flaubert, Salammbô.

## Argument
La pel·lícula, de més de quatre hores de durada, està dividida en quatre parts:
Primera partCabiria, nena d'una família romana patrícia, viu a Sicília amb el seu germà Batto. Quan l'Etna entra en erupció, la jove és salvada junt amb la seva dida Croessa fugint per mar.
Segona partCabiria i la seva dida són raptats per pirates fenicis i venuts com esclaves al summe sacerdot Karthalo al mercat de Cartago. Per defensar la nena Croessa és fuetejada brutalment i donada per morta. Cabiria espera per ser sacrificada al déu Moloch quan és rescatada per Fulvio Axila, un noble romà, i el seu esclau, el gegant Maciste, després de ser avisats per Croessa, que ha sobreviscut a l'agressió.
Tercera partHanníbal creua els Alps al comandament de l'exèrcit cartaginès. Mentrestant, els nostres protagonistes són traïts pels cartaginesos, que aconsegueixen capturar Maciste i Cabiria. Aquesta passa a servir a la filla d'Àsdrubal, Sofonisba, enamorada del rei de Núbia Massinissa, mentre que Maciste és encadenat a una gegantina pedra.
Quarta partLa flota romana és destruïda a Siracusa mitjançant un enginy d'Arquimedes. Passen els anys i Massinissa ha estat destronat per Silax, rei de Cirta, el que l'ha portat a aliar-se amb Roma. A Cartago, Sofonisba és lliurada en matrimoni contra la seva voluntat a Silax. Fulvio, que havia escapat, entra com a espia a Cartago i aconsegueix alliberar Maciste. Massinissa, al capdavant de tropes romanes, aconsegueix entrar victoriós a Cartago i allibera Cabiria. Sofonisba és reclamada com a serva per Escipió, però Massinissa li permet suïcidar-se ingerint una metzina. Per fi, Fulvio i Cabiria aconsegueixen reunir-se, mentre Roma venç definitivament els cartaginesos.

## Repartiment
| Actor / actriu original  | Personatge fictici |
| ------------------------ | ------------------ |
| Teresa Marangoni         | Croessa            |
| Umberto Mozzato          | Fulvio Axilla      |
| Bartolomeo Pagano        | Maciste            |
| Raffaele Di Napoli       | Bodastoret         |
| Lydia Quaranta           | Cabiria            |
| Italia Almirante Manzini | Sofonisba          |
| Dante Testa              | Karthalo           |

## Comentari
Cap a 1914, Itàlia dominava la indústria cinematogràfica mundial a l'empara del prestigi del gènere colossal, un tipus de cinema de llarg metratge i posada en escena espectacular. L'èxit del Quo vadis? (1913), d'Enrico Guazzoni, amb més de dues hores de llargmetratge, anima la productora Itala Film de Giovanni Pastrone (que ja havia dirigit La caiguda de Troia el 1910) a embarcar-se en la major superproducció cinematogràfica rodada fins a la data. No s'escatimen mitjans per aconseguir-ho, contractant fins i tot l'escriptor més cèlebre d'Itàlia, Gabriele d'Annunzio, per redactar els intertítols. El rodatge es va dur a terme als exteriors de Tunis, Sicília i els Alps. En estudi, es van fabricar immensos decorats i hi van participar milers de figurants.
Pastrone, que va firmar la pel·lícula com a Piero Fosco, va utilitzar amb mestria tots els mitjans que el llenguatge del cinema havia desenvolupat fins a la data, i va comptar, com a operador i director de trucatges, amb la participació del terolès, Segundo de Chomón. Aquest va muntar complicats travellings (anomenat en aquest moment carello), que posen de manifest la majestuositat de la posada en escena.
Escenes inoblidables del film serien la batalla de Siracusa, el pas dels Alps per part de l'exèrcit d'Hanníbal i, particularment, la imatge del Temple de Moloc, amb la colossal efígie de bronze on Cabiria espera ser sacrificat.
El personatge més recordat d'aquesta pel·lícula és l'interpretat per l'estibador portuari Bartolomeo Pagano, el forçut Maciste, que a partir d'aquesta pel·lícula desenvoluparà una important carrera com a actor.
A les portes de la Primera Guerra Mundial, el film reflectia l'afany d'expansionisme italià del període de l'imperialisme i colonialisme. Remetent la victòria de Roma sobre Cartago, s'establia un paral·lel amb la recent conquesta de posicions de l'Imperi Otomà a Líbia en la Guerra ítaloturca (1911-1912).
La pel·lícula Cabiria va influir decisivament en la concepció de les obres de llarg metratge de David Wark Griffith, pel seu tema històric, posada en escena grandiloqüent i grans moviments de masses. El «colossal» italià Cabiria va constituir un èxit mundial, i aquest fet va portar el cinema de Griffith a emprendre projectes com El naixement d'una nació (1915) o Intolerance: Love's Struggle Throughout the Ages (1916).
El 27 de maig del 2006 es va presentar una còpia restaurada de la pel·lícula Cabiria en el Festival Internacional de Cinema de Canes, després de la seva reestrena el març de 2006 amb orquestra en directe a Torí.